# Leskea scabrinervis
Leskea scabrinervis là một loài Rêu trong họ Leskeaceae. Loài này được Broth. & Paris mô tả khoa học đầu tiên năm 1906.